# Page and Plant
Page and Plant est un duo formé par deux anciens membres de Led Zeppelin, le guitariste Jimmy Page et le chanteur Robert Plant. Le premier album voit le jour en 1994, il est intitulé No Quarter: Jimmy Page and Robert Plant Unledded. Il est enregistré avec le London Metropolitan Orchestra et des musiciens britanniques, égyptiens et marocains. Le second album, Walking into Clarksdale, sorti en 1998, contient, entre autres, la chanson Please Read the Letter que Robert Plant a reprise avec la violoniste country Alison Krauss sur l'album Raising Sand en 2007.

## Histoire
Les plans initiaux pour une réunion ont été faits en 1993, avec des discussions entre les deux musiciens sur la collaboration émergeant d'une conversation informelle et ensuite une invitation à jouer sur MTV Unplugged. Le producteur de musique Bill Curbishley, qui dirigeait Plant depuis les années 1980 et qui a assumé la direction de Page en 1994, a fait partie intégrante de la réunification de ces deux icônes. Malgré les tentatives infructueuses d'autres professionnels du business pour réunir les deux artistes, Curbishley a réussi à persuader Plant alors encore réticent à travailler à nouveau avec Page. Dans une interview qu'il a donnée en 2004, Page a raconté le contexte :

« J'allais jouer au Japon avec  David [Coverdale], la seule fois où nous avons joué en live, et j'ai reçu un appel de la direction de Robert pour rejoindre ce dernier à Boston sur le chemin de Los Angeles pour répéter. Robert a dit : "MTV m'a approché pour faire un Unplugged et j'aimerais vraiment le faire avec toi", alors j'ai dit : "Oui d'accord." Cela nous a permis de revoir certains chiffres et d'utiliser la même image avec un cadre très, très différent. »

Le souvenir de cette réunion est le suivant pour Robert Plant :

« À ce moment-là, je n'avais même plus l'impression d'être un chanteur de rock… Puis j'ai été approché par MTV pour faire une session « Unplugged ». Mais je savais que je ne pouvais pas être vu comme tenant le drapeau de l'héritage Zeppelin à la télévision. Puis mystérieusement Jimmy est arrivé à un concert que je donnais à Boston et c'était comme si ces derniers jours difficiles de Led Zep avaient disparu. Nous avons de nouveau eu cette compréhension sans rien faire ni sans rien dire. Nous avons parlé du truc MTV et avons décidé de voir où nous pourrions le mener. »

Les principaux auteurs-compositeurs de Led Zeppelin se sont rejoints le 17 avril 1994 dans le cadre du concert commémoratif pour l'icône du blues britannique Alexis Korner à Buxton, en Angleterre. Les 25 et 26 août, ils ont enregistré des concerts à Londres, au Pays de Galles et au Maroc, avec des musiciens égyptiens et marocains, ainsi que des orchestrations différentes de plusieurs chansons de Led Zeppelin et quatre nouvelles chansons : The truth explodes, City don't cry, Wah Wah et Yallah. Les concerts ont été diffusés le 12 octobre et ont connu un tel succès commercial et artistique que les deux artistes ont préparé une tournée qui a débuté en février 1995. Le concert Unplugged est sorti en album en novembre 1994 sous le titre No Quarter: Jimmy Page and Robert Plant Unledded.
Page et Plant ont fait le tour du monde avec une formation comprenant Charlie Jones à la basse et aux percussions, Michael Lee à la batterie, Porl Thompson (de The Cure) à guitare et au banjo, Najma Akhtar aux chœurs, Jim Sutherland à la mandoline et au bodhrán, Nigel Eaton à la vielle à roue, et Ed Shearmur à l'orgue Hammond avec des arrangements orchestraux.
Page :

« C'était héroïque de faire le tour du monde avec quelque chose comme ça, car on utilisait deux orchestres : un occidental et un arabe, avec une vielle à roue. C'était génial de faire le tour du monde pour amener les gens à entendre des sons qu'ils n'avaient jamais entendus. Ce n'était pas une chose facile à faire, mais cela en valait la peine". »

Les deux artistes sont ensuite entrés en studio avec l'ingénieur Steve Albini pour enregistrer Walking into Clarksdale, un album composé de matériel entièrement nouveau, dans un genre rock plus traditionnel. L'album n'a pas eu autant de succès commercial que Unledded. Après une tournée, les liens de Page et Plant se dénouèrent lentement, les deux membres se produisant avec d'autres projets parallèles. Comme l'explique Page :

« Il aurait pu y avoir une suite [à Walking into Clarksdale]. J'avais certainement une douzaine de chansons écrites pour un troisième album. Robert les a entendues et a dit que certaines étaient vraiment bonnes, mais il voulait juste aller dans une autre direction »

Dans une interview qu'il a donnée au magazine Uncut en 2005, Plant a raconté :

« Nous avions de bonnes chansons [sur "Walking into Clarksdale"], mais je n'étais pas sûr de la production. Je me sentais un peu abandonné. Nous étions toujours entourés par le bouclier protecteur de qui nous étions, et cela signifiait que nous jouerions dans de grandes arènes à travers le monde. Et j'ai réalisé une fois de plus qu'il devait y avoir une autre façon… Je savais que je devais retourner jouer dans des bars et me souvenir de ce qu'était le pouls. Dire au revoir à ces grandes arènes dans lesquelles j'ai joué avec Jimmy était un geste très déterminé. »

Ils se sont de nouveau réunis en juillet 2001 pour le Montreux Jazz Festival.

## Discographie
- 1994 : No Quarter: Jimmy Page and Robert Plant Unledded
- 1998 : Walking into Clarksdale

## DVD
- 2004 : No Quarter: Jimmy Page and Robert Plant Unledded